# Charlie Chaplin, le génie de la liberté
Charlie Chaplin, le génie de la liberté é um documentário francês de 2020 dirigido por Yves Jeuland e François Aymé.

## Sinopse
Yves Jeuland e François Aymé recorrem aos filmes de Chaplin para contar a vida romântica de um dos maiores gênios do cinema.

## Elenco
- Mathieu Amalric ... narrador
- Charles Chaplin...	ele mesmo
- Geraldine Chaplin	...	ela  mesma
- Oona Chaplin ...	ela mesma

## Prêmios e indicações
| Ano  | Prêmio                  | Categoria                 | Resultado |
| ---- | ----------------------- | ------------------------- | --------- |
| 2022 | Emmy Internacional 2022 | Melhor Programa Artístico | Pendente  |